# Публий Клелий Сикул (военный трибун)
Публий Клелий Сикул (лат. Publius Cloelius Siculus; V—IV века до н. э.) — римский политический деятель из патрицианского рода Клелиев, военный трибун с консульской властью 378 года до н. э.
Публий Клелий входил в коллегию, состоявшую из шести военных трибунов-патрициев. Четверо его коллег воевали с вольсками. О деятельности Клелия в качестве высшего магистрата источники ничего не сообщают.